# Lucky Blondo
Lucky Blondo, geboren als Gérard Blondiot (Parijs, 23 juli 1944), is een Franse zanger, die populair was in de jaren zestig.
Zijn grootste successen zijn Sheila, Baby Face, Dix petits indiens, Sur ton visage une larme (Franse versie van Una lacrima sul viso gezongen door Bobby Solo), Des roses rouges pour un ange blond...
Het liedje Sheila dwarsboomde in het begin de verkoop van de opkomende zangeres Sheila, die hetzelfde lied uitgebracht had, echter zou zij hierna evenzeer uitgroeien tot een grote ster. In 1977 en 1978 verbleef hij vaak in Nashville om ook daar liedjes op te nemen. Hierna stopte zijn zangcarrière. In de jaren tachtig speelde hij soms kleine rolletjes in films of series.
- Bibliothèque nationale de France: cb138915969 (data)
- International Standard Name Identifier: 0000 0003 7200 6164
- MusicBrainz: cd2990c4-a460-48b6-886b-5d4159d0e332
- Système universitaire de documentation: 162486995
- Virtual International Authority File: 19864610
- WorldCat: E39PBJghhDFP9jm3xqyFPMCmh3